# Caecilia dunni
Caecilia dunni es una especie de anfibios de la familia Caeciliidae.
Es endémica de Ecuador.
Sus hábitats naturales incluyen bosques tropicales o subtropicales húmedos y a baja altitud, montanos húmedos tropicales o subtropicales, plantaciones, jardines rurales y zonas previamente boscosas ahora muy degradadas.